# 4. Screen Actors Guild-gála
A 4. Screen Actors Guild-gála az 1997-es év legjobb filmes és televíziós alakításait értékelte. A díjátadót 1998. március 8-án tartották a Los Angeles-i Shrine Auditoriumban. A ceremóniát a TNT televízióadó közvetítette élőben, a jelöltek listáját pedig 1998. január 27-én jelentette be Melissa Joan Hart és David Paymer.

## Győztesek és jelöltek

### Film
| - Jack Nicholson – Lesz ez még így se! (Melvin Udall) - Matt Damon – Good Will Hunting (Will Hunting) - Robert Duvall – Az apostol (Euliss "Sonny" Dewey) - Peter Fonda – Ulee aranya (Ulee Jackson) - Dustin Hoffman – Amikor a farok csóválja… (Stanley Motss) | - Helen Hunt – Lesz ez még így se! (Carol Connelly) - Helena Bonham Carter – A galamb szárnyai (Kate Croy) - Judi Dench – Botrány a birodalomban (Viktória brit királynő) - Pam Grier – Jackie Brown (Jackie Brown) - Kate Winslet – Titanic (Rose DeWitt Bukater) - Robin Wright Penn – Életem szerelme (Maureen Murphy Quinn) |
| Legjobb férfi mellékszereplő | Legjobb női mellékszereplő |
| - Robin Williams – Good Will Hunting (Dr. Sean Maguire) - Billy Connolly – Botrány a birodalomban (John Brown) - Anthony Hopkins – Amistad (John Quincy Adams) - Greg Kinnear – Lesz ez még így se! (Simon Bishop) - Burt Reynolds – Boogie Nights (Jack Horner) | - Kim Basinger – Szigorúan bizalmas (Lynn Bracken) - Gloria Stuart – Titanic (Rose) - Minnie Driver – Good Will Hunting (Skylar) - Alison Elliott – A galamb szárnyai (Milly Theale) - Julianne Moore – Boogie Nights (Amber Waves)                                                                                             |
| Legjobb szereplőgárda (mozifilm) | |
| - Alul semmi – Mark Addy, Paul Barber, Robert Carlyle, Deirdre Costello, Steve Huison, Bruce Jones, Lesley Sharp, William Snape, Hugo Speer, Tom Wilkinson, Emily Woof - Boogie Nights – Don Cheadle, Heather Graham, Luis Guzman, Philip Baker Hall, Philip Seymour Hoffman, Thomas Jane, Ricky Jay, William H. Macy, Alfred Molina, Julianne Moore, Nicole Ari Parker, John C. Reilly, Burt Reynolds, Robert Ridgely, Mark Wahlberg, Melora Walters - Good Will Hunting – Ben Affleck, Matt Damon, Minnie Driver, Stellan Skarsgård, Robin Williams - Szigorúan bizalmas – Kim Basinger, James Cromwell, Russell Crowe, Danny DeVito, Guy Pearce, Kevin Spacey, David Strathairn - Titanic – Suzy Amis, Kathy Bates, Leonardo DiCaprio, Francis Fisher, Bernard Fox, Victor Garber, Bernard Hill, Jonathan Hyde, Danny Nucci, Bill Paxton, Gloria Stuart, David Warner, Kate Winslet, Billy Zane | |

### Televízió
| Legjobb színész (minisorozat vagy tévéfilm) | Legjobb színésznő (minisorozat vagy tévéfilm) |
| --- | --- |
| - Gary Sinise – George Wallace (George Wallace) - Jack Lemmon – Tizenkét dühös ember (8. esküdt) - Sidney Poitier – Mandela és de Klerk (Nelson Mandela) - Ving Rhames – Don King: Only in America (Don King) - George C. Scott – Tizenkét dühös ember (3. esküdt) | - Alfre Woodard – Miss Evers fiai (Eunice Rivers Laurie) - Glenn Close – Esthomály (Janet) - Faye Dunaway – The Twilight of the Golds (Phyllis Gold) - Sigourney Weaver – Hófehérke – A terror meséje (Lady Claudia Hoffman) - Mare Winningham – George Wallace (Lurleen Wallace) |
| Legjobb színész (drámasorozat) | Legjobb színésznő (drámasorozat) |
| - Anthony Edwards – Vészhelyzet (Mark Greene) - David Duchovny – X-akták (Fox Mulder) - Dennis Franz – New York rendőrei (Andy Sipowicz) - Jimmy Smits – New York rendőrei (Bobby Simone) - Sam Waterston – Esküdt ellenségek (Jack McCoy) | - Julianna Margulies – Vészhelyzet (Carol Hathaway) - Gillian Anderson – X-akták (Dana Scully) - Kim Delaney – New York rendőrei (Diane Russell) - Christine Lahti – Chicago Hope Kórház (Kathryn Austin) - Della Reese – Angyali érintés (Tess)                                  |
| Legjobb színész (vígjátéksorozat) | Legjobb színésznő (vígjátéksorozat) |
| - John Lithgow – Űrbalekok (Dick Solomon) - Jason Alexander – Seinfeld (George Costanza) - Kelsey Grammer – Frasier – A dumagép (Frasier Crane) - David Hyde Pierce – Frasier – A dumagép (Niles Crane) - Michael Richards – Seinfeld (Cosmo Kramer) | - Julia Louis-Dreyfus – Seinfeld (Elaine Benes) - Kirstie Alley – Veronica's Closet (Veronica "Ronnie" Chase) - Ellen DeGeneres – Ellen (Ellen Morgan) - Calista Flockhart – Ally McBeal (Ally McBeal) - Helen Hunt – Megőrülök érted (Jamie Buchman)                             |
| Legjobb szereplőgárda (drámasorozat) | |
| - Vészhelyzet – Maria Bello, George Clooney, Anthony Edwards, Laura Innes, Alex Kingston, Eriq La Salle, Julianna Margulies, Gloria Reuben, Noah Wyle - Chicago Hope Kórház – Adam Arkin, Peter Berg, Jayne Brook, Rocky Carroll, Vondie Curtis-Hall, Stacy Edwards, Héctor Elizondo, Mark Harmon, Christine Lahti - Esküdt ellenségek – Benjamin Bratt, Steven Hill, Carey Lowell, S. Epatha Merkerson, Jerry Orbach, Sam Waterston - New York rendőrei – Gordon Clapp, Kim Delaney, Dennis Franz, James McDaniel, Jimmy Smits, Andrea Thompson, Nicholas Turturro - X-akták – Gillian Anderson, William B. Davis, David Duchovny, Mitch Pileggi | |
| Legjobb szereplőgárda (vígjátéksorozat) | |
| - Seinfeld – Jason Alexander, Julia Louis-Dreyfus, Michael Richards, Jerry Seinfeld - Űrbalekok – Jane Curtin, Joseph Gordon-Levitt, Kristen Johnston, Simbi Khali, Wayne Knight, John Lithgow, French Stewart, Elmarie Wendel - Ally McBeal – Gil Bellows, Lisa Nicole Carson, Calista Flockhart, Greg Germann, Jane Krakowski, Courtney Thorne-Smith - Frasier – A dumagép – Dan Butler, Peri Gilpin, Kelsey Grammer, Jane Leeves, John Mahoney, David Hyde Pierce - Megőrülök érted – Robin Bartlett, Cynthia Harris, Helen Hunt, Leila Kenzle, John Pankow, Paul Reiser, Louis Zorich                                                         | |

### Screen Actors Guild-életműdíj
- Elizabeth Taylor

## In Memoriam
A gála "in memoriam" szegmense az alábbi, 1997-ben elhunyt személyekről emlékezett meg:

## Fordítás
- Ez a szócikk részben vagy egészben  a(z)   4th Screen Actors Guild Awards című angol Wikipédia-szócikk fordításán alapul.  Az eredeti cikk szerkesztőit annak laptörténete sorolja fel. Ez a jelzés csupán a megfogalmazás eredetét és a szerzői jogokat jelzi, nem szolgál a cikkben szereplő információk forrásmegjelöléseként.